# Комитатив
Комитати́в — один из косвенных падежей, выражающий совместность («с …», «вместе с …»). Распространён во многих агглютинирующих языках, в том числе в финно-угорских, нило-сахарских и др. Из индоевропейских языков есть, например, в осетинском.  
В русском языке комитативное значение выражается творительным падежом: гулял (вместе с кем?) с другом.

## Комитатив в финском языке
Комитатив — самый редко встречающийся в текстах полноценный падеж финского языка, не проявляющий признаков адвербиализации. Его показатель свободно добавляется к самому широкому кругу основ, не имеет признаков идиоматизации, способен присоединяться как к прилагательным, так и к существительным и указательным местоимениям, хотя и не может добавляться к основам инфинитивов. Имя в комитативе может употребляться как контактно, так и дистантно относительно синтаксической вершины.
Комитатив (фин. komitatiivi) в финском языке обладает рядом формальных особенностей:

1. падежное окончание комитатива -ine- используется как в формах существительных единственного, так и в формах множественного числа (омонимия форм единственного и множественного числа);
2. его добавление к основе существительного сопровождается обязательным суффиксом принадлежности; если при существительном имеется адъективное определение, то к его основе добавляется только падежное окончание, без суффикса принадлежности.

Примеры:
- Johtaja Metsänen tuli kotiin salkkuineen.

Директор Метсянен пришёл домой с портфелем.
- Tohtori Virtanen puolisoineen.

Доктор Виртанен с супругой.
- Älä tahri seiniä likaisine sorminesi!

Не пачкай стены своими грязными пальцами!
- Tuolloin kaupunginosaa yritettiin kesyttää kehittämällä sitä nykyistä kaupunkimaisemmaksi, tiiviine umpikortteleineen ja erilaisine puisto- ja aukiosommitelmineen.

В то время этот район пытались развивать, придавая ему более по сравнению с нынешним городской вид, с плотно застроенными закрытыми кварталами и различными парковыми зонами и площадями.
Финский комитатив имеет три основных значения:
1. отношения части и целого (неотчуждаемая принадлежность): tyttö tummine isoine silmineen ja pitkine ripsineen  «Девушка с тёмными большими глазами и  длинными ресницами»
2. отношения владения (отчуждаемая принадлежность): Kyläläiset palaa takaisin koteihinsa karjoineen ja tavaroineen  «Деревенские жители возвращаются назад в свои дома со скотиной и пожитками»
3. социальные отношения (собственно комитативное значение): Professori julkaisti työtovereineen yli 160 tieteellistä artikkelia  «Профессор опубликовал со своими коллегами более 160 научных статей».

## Комитатив в осетинском языке
Показатель комитатива в осетинском языке — -имæ
- Пример: ме’мбал «мой друг» — ме’мбалимæ «с моим другом»